# Helmut Fritz (Fußballspieler)
Helmut Fritz (* 16. September 1918 in Eisenach; † nach 1954) war ein deutscher Fußballspieler, der von 1945 bis 1947 und von 1948 bis 1951 in der Oberliga Süd und 1947/48 in der Landesliga Hessen aktiv war.

## Karriere
Fritz kam vom BC Sport Kassel zum Kader des FC Bayern München, für den er in der Saison 1945/46 drei Punktspiele in der Oberliga Süd, der seinerzeit höchsten deutschen Spielklasse, bestritt. Beim Start am 4. November 1945 der in Deutschland zuerst gegründeten höchsten Spielklasse nach dem Zweiten Weltkrieg war er dabei, als er mit den Bayern das Auswärtsspiel gegen den 1. FC Nürnberg mit 1:2 verlor. Seine einzigen beiden Tore erzielte er am 25. November 1945 (4. Spieltag) beim 6:1-Sieg im Heimspiel gegen den VfR Mannheim.
Zur Saison 1946/47 wechselte er zum Lokalrivalen TSV 1860 München, für den er 19 Punktspiele bestritt und sieben Tore erzielte. Danach wechselte er zum KSV Hessen Kassel in die zweitklassige, erstmals eingleisige Landesliga Hessen. Zur Saison 1949/50 kehrte er in die Oberliga Süd zurück und spielte eine Saison lang für den FSV Frankfurt. Für den FSV schoss er am 12. März 1950 im Spiel gegen den Lokalrivalen Eintracht Frankfurt in der 88. Minute das dritte Tor. In der Saison 1950/51 gehörte er zum Kader des BC Augsburg. Nach dem Abstieg in die 2. Oberliga Süd verließ Fritz den BC Augsburg und ging zum FC Konstanz.